# 존 테일러 (비국교도)

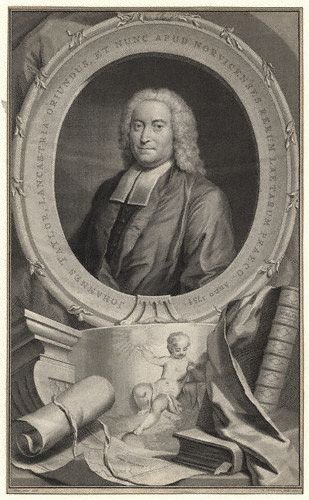

존 테일러(John Taylor; 1694년 - 1761년)는 영국의 비국교도이며 설교자이다. 그의 글인 《원죄에 관한 성경교리》가 많은 반응을 가져왔다. 그 이유는 그가 칼뱅주의교리에 정면으로 반대하는 이유였고, 그것은 조너선 에드워즈의 글에서 찾을 수 있다. 그의 글은 유니테리언주의에 영향을 미쳤고 미국의 회중교회주의자들에게도 영향을 미쳤다.
그의 반칼빈주의적 저작들은 영국, 스코틀랜드, 아메리카 대륙에까지 대단한 영향을 미쳤고, 칼빈주의가 점차 소멸되는 것에 속도를 내게 되었다.

## 저서
- Scripture Doctrine of Original Sin (written 1735, published 1740) 원죄에 관한 성경교리
- Key to the Apostolic Writings (1745)
- Scripture Doctrine of the Atonement (1751)